# Arroyo Maturrango
Arroyo Maturrango é uma junta de governo da província de Entre Ríos, na Argentina.